# Біологічно активні добавки

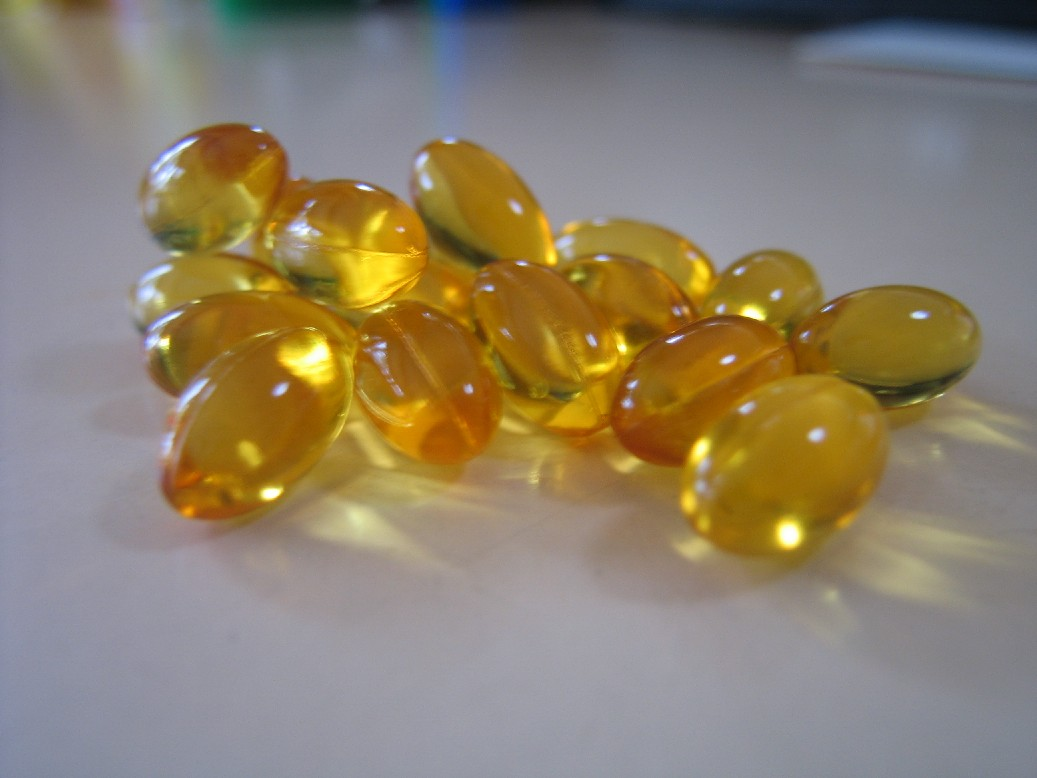
Біологічно активна добавка до їжі риб'ячий жир, випущена в формі м'яких желатинових капсул

Біологі́чно акти́вна харчова́ доба́вка — спеціальний харчовий продукт, призначений для вживання або введення в межах фізіологічних норм до раціонів харчування чи харчових продуктів з метою надання їм дієтичних, оздоровчих, лікувально-профілактичних властивостей для забезпечення нормальних та відновлення порушених функцій організму людини.

## Історія
Коли науковий підхід до їжі розвинув уявлення про їжу як джерело комплексу фармакологічних речовин, що впливають та регулюють фізіологічні функції організму, виникла область знань між дієтологією, нутриціологією, фармакологією та валеологією, що має кілька назв, у тому числі фармаконутриціологія. 
Термін біологічно активні добавки (nutraceuticals) був запропонований доктором Стівеном де Феліс засновником і головою Фонду інновацій в медицині (FIM) в 1989 році для опису харчових продуктів і фармацевтичного виробництва.
Навідміну від продукції фармацевтичної продукції, БАДи належать до категорії харчових продуктів, в більшості країн світу та в Україні.

## Форми випуску та типи
Біологічно активні добавки випускають у вигляді фармацевтичних форм: порошків, таблеток, капсул, сиропів, екстрактів, настоїв, концентратів із рослинної, тваринної або мінеральної сировини, виготовлених хімічним та біотехнологічним способами.
Традиційно БАД поділяються на три групи: нутрицевтики, еубіотики, парафармацевтики
| Види                   | Види |
| ---------------------- | --- |
| Нутрицевтики           | есенціальні біологічно активні речовини, які застосовуються для корекції хімічного складу раціону людини. |
| Парафармацевтики       | біологічно активні речовини, які володіють певною фармакологічною активністю та застосовуються для підтримки у фізіологічних межах функціональної активності органів та систем, профілактики патологічних станів та допоміжної терапії |
| Еубіотики (пробіотики) | біологічно активні добавки, які містять живі мікроорганізми та нормалізують флору кишки |

Біологічно активні добавки створюються на основі загальновідомих нутрієнтів, які довгий час застосовувалися в медичній практиці (вітаміни, мінеральні речовини, продукти переробки рослин та життєдіяльності мікроорганізмів тощо), достатньо вивчені в експерименті; накопичений великий досвід їх клінічного застосування.
Хімічний склад нутрієнтів, як правило, досить добре вивчений, і тому схема розробки та вивчення БАД дещо спрощена. Через те біологічно активні добавки проходять коротший, а, отже, і дешевший шлях від створення до впровадження в харчування населення порівняно з лікарськими препаратами.

## В Україні
У ст. 1 Закону України «Про якість та безпеку харчових продуктів і продовольчої сировини» № 191—IV від 24.10.2002 р. біологічно активна добавка трактується як спеціальний харчовий продукт, призначений для вживання або введення в межах фізіологічних норм до раціонів харчування чи харчових продуктів з метою надання їм дієтичних, оздоровчих, профілактичних властивостей, для забезпечення нормальних та відновлення порушених функцій організму людини.
З 20 вересня 2015 роки через зміни до Закону України «Про основні принципи та вимоги до безпечності та якості харчових продуктів» N 1602-VII від 22.07.2014 р. еквівалентом терміну біологічно активна добавка є термін дієтична добавка, визначений як харчовий продукт, що споживається у невеликих визначених кількостях додатково до звичайного харчового раціону, який є концентрованим джерелом поживних речовин, зокрема білків, жирів, вуглеводів, вітамінів, мінеральних речовин (цей перелік не є вичерпним), і виготовлений у вигляді таблеток, капсул, драже, порошків, рідин або інших формах.
У Сполучених Штатах Америки застосовуються терміни «food supplement» або «dietary supplement», що перекладається як добавка до їжі або дієтична добавка, самі ж біологічно активні добавки визначаються як "продукти, призначені для підтримки функцій організму, але не для діагностики та лікування захворювань або ослаблення їхніх симптомів ".

## Виробництво та експертиза
Виробництво БАД здійснюється на підприємствах харчової або фармацевтичної та біотехнологічної промисловості.
Біологічно активні добавки як вітчизняного, так і іноземного виробництва підлягають обов'язковій санітарно — епідеміологічній експертизі, проведення якої здійснюється згідно з «Тимчасовим порядком проведення державної санітарно-гігієнічної експертизи»: Наказ МОЗ України № 247 від 9.XI.2000 р.
Для проведення санітарно-епідеміологічної експертизи фірма-виробник або зацікавлена організація надає Комісії Державної санітарно-епідеміологічної експертизи зразки БАД у необхідній кількості та документи, в яких вказана рецептура цього продукту, його діючі начала, показники якості та безпечності продукту, характеристика БАД та сфера її застосування, протипоказання та рекомендації щодо застосування; матеріали з токсико-гігієнічної та біологічної оцінки БАД.
Для імпортної продукції надаються: сертифікати якості та безпечності фірми-виробника, документи офіційно уповноваженого органу країни-експортера про безпечність даної продукції, короткі відомості про технологію виробництва.
Слід зазначити, що оскільки БАД є безрецептурним засобом, то вони не повинні містити: наркотичні та психотропні речовини; сильнодіючі та отруйні речовини, в тому числі препарати списку А та Б; нефармакопейну рослинну сировину та рослинну сировину, яка не застосовується в харчуванні.
Не дозволяється застосовувати у виробництві БАД рослинну та тваринну сировину, отриману за допомогою генної інженерії (трансгенні продукти), а також застосовувати як сировину матеріали ризику: череп, мозок, очі великої рогатої худоби, кіз, овець (баранів) віком від 12 місяців або таких, що мають корінні різці; селезінку овець (баранів) та кіз.
Державна санітарно-епідеміологічна експертиза БАД має передбачати: 
- Визначення параметрів та ідентифікацію наданого зразка БАД за встановленими параметрами;

- Встановлення критеріїв та параметрів якості і безпечності БАД;
- Комплексне випробування за показниками якості та безпеки наданого зразка БАД за допомогою хімічних, мікробіологічних та радіологічних досліджень;
- Оцінку ефективності БАД: — за складом, через аналіз та визначення відомої дії компонентів БАД; — за результатами клінічних випробувань; — за результатами епідеміологічних моніторингових досліджень (спостережень);
- Обґрунтування вимог щодо маркування БАД або розробку етикетки БАД відповідно до Закону про маркування з урахуванням фахових рекомендацій лікаря-дієтолога;.
- Оцінку проєкту заявленого виробником БАД раціону або розробку раціону харчування, до якого рекомендується включати БАД, у разі його відсутності.

Вивчення біологічно активних добавок починається з визначення хімічного складу БАД, ідентифікації основних діючих інгредієнтів за допомогою санітарно-хімічних, санітарно-мікробіологічних та інших методів аналізу. Метою цього етапу дослідження є визначення відповідності складу БАД його рецептурі, а також визначення безпечності всіх інгредієнтів БАД.
Оцінка БАД за санітарно-хімічними, санітарно-мікробіологічними та радіологічними (у випадку рослинної сировини) показниками проводиться згідно з діючими СанПіН «Тимчасові гігієнічні нормативи вмісту контамінантів хімічної і біологічної природи в БАД». Гігієнічні нормативи ГН 4.4.8.073—2001.
Експертна оцінка рецептур БАД — нутрицевтиків проводиться на основі загальновідомих даних з урахуванням рекомендованих доз складників нутрицевтиків порівняно з добовою фізіологічною потребою здорової людини. Для вітамінів та мінералів допускається перевищення вказаних доз не більше, ніж у 3 рази.
Всі рослини, що входять до складу парафармацевтика, мають перевірятися за вітчизняною та міжнародною нормативною документацією відносно можливості їх застосування у харчовій промисловості, а також у складі фіточаїв відповідно вимог Української та Міжнародної фармакопеї. Добова доза парафармацевтика, а, у випадку композиції, добова доза діючих речовин парафармацевтиків не повинна перевищувати дозу, яка б могла потрапити в раціон харчування людини, якби вона використовувала рослинний відвар та настій із цими парафармацевтиками тричі на день у вигляді чаю. У разі, коли дози парафармацевтиків у БАД наближаються до терапевтичної дози, визначеної для застосування цих речовин як лікарських засобів, такі препарати повинні стати об'єктом дослідження фармакологів.
Кожна біологічно активна добавка досліджується на наявність у ній задекларованих величин нутрієнтів та біологічно активних речовин. Якщо БАД — нутрицевтик, то слід визначати вміст вітамінів, мінеральних речовин, ліпідів, вуглеводів, білків, а якщо це парафармацевтик, то ідентифікація пов'язана із значними труднощами, тому що у багатьох БАД-парафармацевтиків взагалі не ідентифіковані індивідуально активні компоненти або діючі начала. Прикладом можуть бути екстракти, отримані зі складних комплексів харчових та лікарських рослин та інших видів природної сировини. Коли досліджується БАД-парафармацевтик, до складу якого входить 1 або 2 лікарські рослини, тоді встановлення діючих начал є можливим (за наявності методик). Так, наприклад, визначення кількості панаксозидів у женьшеню, антраглікозиду в родіоли рожевої, алкалоїдів кофеїну та ксантину в китайському чаї, ефірної олії у м'яті та соснових бруньках.
Багатокомпонентні БАД, які містять більше, ніж 5—6 рослинних складників, як правило, треба досліджувати на їх ефективність в експериментальних умовах.
БАД-нутрицевтики (джерела есенціальних речовин) у більшості випадків не потребують оцінки ефективності в експериментальних умовах або в умовах клініки. Висновки про їхню можливу ефективність експерт може виносити на основі загальновідомих даних, з урахуванням рекомендованих доз компонентів нутрицевтиків порівняно з добовою фізіологічною нормою.
Що стосується БАД-парафармацевтиків, то тут, як вже зазначалося, є певні проблеми. Зокрема, фізіологічний рівень умісту діючих речовин багатьох парафармацевтиків у клітинах та тканинах організму ще не достатньо вивчений (наприклад, біогенні аміни, олігопептиди, глікозиди, органічні кислоти, сапоніни тощо). Не вивчена також повною мірою фізіологічна потреба в них здорової людини. Особливо це стосується багатокомпонентних парафармацевтиків. У таких випадках доцільно вивчати функціональну активність парафармацевтиків як в експериментальних умовах, так і в умовах клініки.

### Клінічні спостереження
Клінічні спостереження для визначення ефективності біологічно активних добавок, проводяться у таких випадках: — БАД направлені на експертизу без відповідних документів, які б підтвердили її ефективність результатами клінічних спостережень; — біологічно активні добавки містять нові діючі інгредієнти, які до цього ще не вивчені; — відома БАД застосовується з новими показаннями до вживання; — істотно змінюється склад вже дозволеної БАД, яка проходила клінічні дослідження; — змінюється доза основних компонентів вже існуючої БАД; — вносяться зміни до нормативних документів, за якими виготовляються БАД.
Клінічні спостереження проводяться в контрольованих умовах стаціонару або в амбулаторних умовах спеціалізованих установ, де є кваліфіковані фахівці в галузі нутриціології, дієтології, інших відповідних галузях медицини, сучасне обладнання та клінічна база [5]. Спочатку розробляється програма клінічних досліджень, яка залежить як від особливостей хімічного складу, так і від біологічної дії на організм досліджуваної БАД.
Дослідні і контрольні групи формуються зі здорових осіб або хворих з певною патологією. Групи (не менш як 10 осіб), повинні бути максимально подібними за віком, статтю, масою тіла, харчовим статусом.
Перевага надається подвійному сліпому досліду із застосуванням плацебо в контрольній групі. У процесі проведення досліджень визначається переносимість (толерантність) БАД, оцінюється їхня ефективність, визначаються можливі сторонні ефекти.
Крім клінічних показників, до плану обстеження включають гематологічні, спеціальні функціональні тести, а також біохімічні, імунологічні, мікробіологічні та інші показники.
Терміни клінічної апробації визначаються залежно від типу та призначення біологічно активної добавки, узгоджується з фірмою-заявником.
У результатах клінічних досліджень, що оформлюються звітом, повинні вказуватись дані про переносимість БАД, її ефективність, рекомендовану дозу, показання до застосування, дієтологічні умови застосування, можливі побічні ефекти, інші зауваження чи рекомендації.
БАД можуть бути дозволені до застосування без проведення клінічних досліджень у таких випадках: — за наявності наданих фірмою-виробником матеріалів, що свідчать про достатні клінічні дослідження ефективності запропонованої БАД (клінічні дослідження повинні бути проведені в уповноважених для таких досліджень установах України або країни-виробника); — якщо біологічно активна добавка містить окремі нутрієнти та їх комплекси в дозах вже визначених та апробованих для цього виду БАД; — якщо парафармацевтики містять вивчені рослинні компоненти, які вже застосовуються в клінічній практиці і випробовані в дозах, що дають можливість віднести їх до БАД.
При маркуванні етикетка на БАД мусить містити інформацію, викладену в доступній формі чітко і зрозуміло кожному, адже, насамперед, вона розрахована на споживача. В ній зазначається назва спеціального харчового продукту, склад продукту, рекомендації щодо застосування, застереження, термін споживання, форма випуску, умови зберігання, термін придатності до споживання, рекомендований раціон до якого включається БАД.
Під час експертизи перевіряється (ідентифікується) не лише склад даної БАД, а також її дія. Якщо задекларований виробником ефект від застосування даної БАД не підтверджується, така БАД не отримує повторного висновку експертизи.
У США на федеральному рівні затверджений документ, згідно з яким при маркуванні біологічно активної добавки заборонено вказувати показання до вживання. В анотаціях заборонено зазначати, що надана БАД може зменшити ризик виникнення того чи іншого захворювання, чи спричинити лікарську дію.

## Призначення та реалізація
БАД належать до категорії спеціальних харчових продуктів і застосовуються для оптимізації раціону сучасної людини з урахуванням рекомендованих норм споживання основних нутрієнтів, для корекції структури харчування населення, а також для профілактики цілої низки захворювань. Як спеціальні харчові продукти, БАД тісно пов'язані з раціоном дієтичного чи раціонального харчування. Важливість рекомендованого раціону зростає, коли БАД призначається для осіб, що контролюють масу тіла. У такому разі обов'язково доцільно використовувати біологічно активну добавку в поєднанні з дієтичними раціонами зниженої енергетичної цінності (з обмеженням жирів, рафінованих простих вуглеводів, алкоголю). БАД, які призначаються для профілактики атеросклерозу, необхідно застосовувати на фоні дієтичного раціону з обмеженням жирних та багатих холестеролом продуктів.
Не менш важливо раціонально поєднувати харчовий раціон і БАД-парафармацевтики, які призначаються з метою нормалізації або відновлення порушених функцій організму. Наприклад, БАД, які використовуються з метою нормалізації процесів жовчовиділення, доцільно призначати на фоні дієтичного раціону, в якому обмежені жирні та копчені продукти, вилучені маринади, алкогольні напої тощо.
Сьогодні реалізація біологічно активних добавок здійснюється через аптеки, дієтичні відділи магазинів та спеціалізовані магазини. В аптеки БАД приймаються за наявності «Висновку» державної санітарно-епідеміологічної експертизи. При цьому контроль якості БАД в обласних контрольно-аналітичних лабораторіях не проводиться. На відміну від БАД всі партії лікарських засобів підлягають обов'язковому контролю якості та без регіонарних сертифікатів до реалізації не допускаються. Враховуючи роль БАД в оптимізації стану здоров'я людей, такий контроль доцільно було б проводити для того, щоб забезпечити ефективність та безпечність застосування БАД.
Централізована система реалізації біологічно активних добавок дає змогу: — здійснювати належний контроль відповідно документації, дотримування умов та термінів зберігання і реалізації продукту; — кваліфікованому персоналу здійснювати продаж БАД, надавати покупцям консультативну допомогу на належному рівні; — детально пояснити ефекти окремих компонентів, що входять до складу БАД; — надавати рекомендації щодо правильного застосування їх; — передбачити та запобігти можливим побічним реакціям.

## Критика
- Достовірність ефективності
- Якість продукції
- Безпечність. Використання малодосліджених продуктів може викликати непередбачуванні наслідки.

#### Мережевий маркетинг
Останнім часом широке розповсюдження отримала реалізація БАД за системою багаторівневого маркетингу, коли розповсюдженням БАД займаються люди, далеко не завжди компетентні в питаннях медицини. На жаль, у даній системі велике значення відіграє фінансова зацікавленість розповсюджувачів, через те, що основне їх завдання — реалізовувати якомога більше продукції.
За такої системи виникає також проблема «гіпертрофованої» ефективності БАД, яку розповсюджувачі «приписують» деяким своїм продуктам з метою їх реалізації.
Іноді розповсюджувачі, не володіючи медичною термінологією, не розуміючи зміст окремих понять, рекомендують застосовувати біологічно активні добавки для лікування патологічних станів, у той час, як вони призначені лише для профілактики. Звичайно, це не тільки не покращує стан хворого, але й може завдати значної шкоди його здоров'ю.

## Законодавство України
- Закон України «Про якість та безпеку харчових продуктів і продовольчої сировини» № 191—IV від 24 жовтня 2002 р.
- Наказ МОЗ «Про затвердження Тимчасового порядку проведення державної санітарно-гігієнічної експертизи» № 247 від 9 жовтня 2000 р.

## Додаткова література

### Книги
- Tsuyoshi Chiba (2023). Dietary Supplements and Human Health. MDPI. с. 188. ISBN 978-3-0365-6119-6.
- Johanna T. Dwyer, Paul M. Coates (2018). Dietary Supplements. MDPI. с. 482. ISBN 9783038429210.
- Berginc Katja; Kreft Samo. (2015). Dietary supplements: safety, efficacy, and quality. Cambridge: Elsevier/Woodhead Pub. c. 920. ISBN 978-1-78242-076-7.
- Webb Geoffrey P. (2011). Dietary supplements and functional foods (2nd ed). Chichester: Wiley-Blackwell. ISBN 978-1-4443-3240-7.
- Coates Paul M. (2010). Encyclopedia of dietary supplements (2nd ed). New York: Informa Healthcare. ISBN 978-1-4398-1928-9.

### Журнали
- Journal of Dietary Supplements
- Nutrition and Dietary Supplements